# Layards muisspecht
De layards muisspecht (Lepidocolaptes layardi) is een zangvogel uit de familie Furnariidae (ovenvogels).

## Verspreiding en leefgebied
Deze soort is endemisch in Brazilië.

## Naamgeving
De naam layardi verwijst naar Edgar Leopold Layard (1824-1900), een Brits diplomaat en natuuronderzoeker, die tijdens verblijf in Brazilië de eerste specimens van dit taxon verzamelde.